# Campeonato de Fórmula Regional do Oriente Médio
O Campeonato de Fórmula Regional do Oriente Médio é uma categoria de corridas de Fórmula Regional certificada pela Federação Internacional de Automobilismo (FIA), iniciada em 2023. Este campeonato é disputado nas sedes do Campeonato de Fórmula Regional Asiática de 2022 localizados nos Emirados Árabes Unidos e no Kuwait Motor Town. O promotor da Fórmula Regional Asiática (Top Speed) decidiu relançar o Campeonato de Fórmula Regional Asiática no Sudeste Asiático, de modo que o campeonato disputado nos circuitos do Oriente Médio foi renomeado para Campeonato de Fórmula Regional do Oriente Médio.